# Pasmo Solnisk

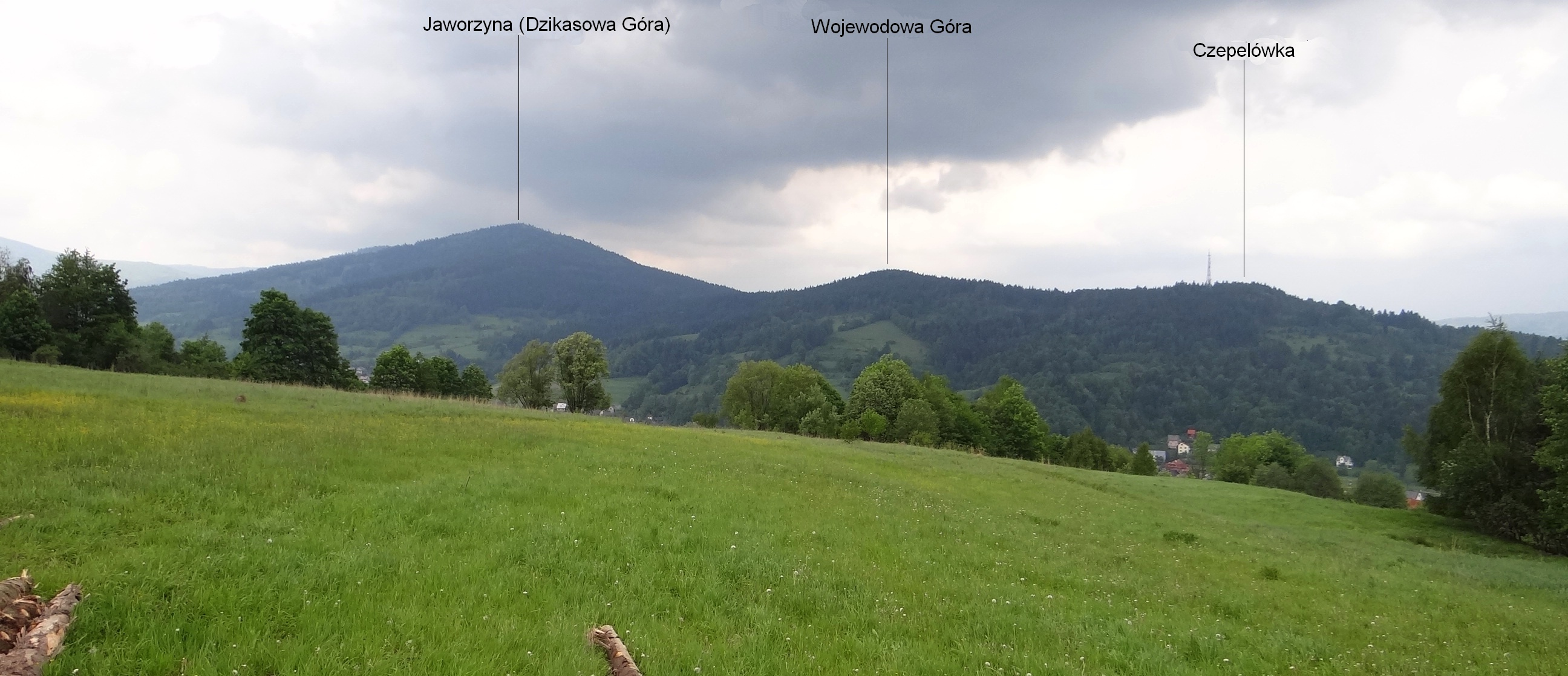
Fragment Pasma Solnisk. Widok spod Magurki

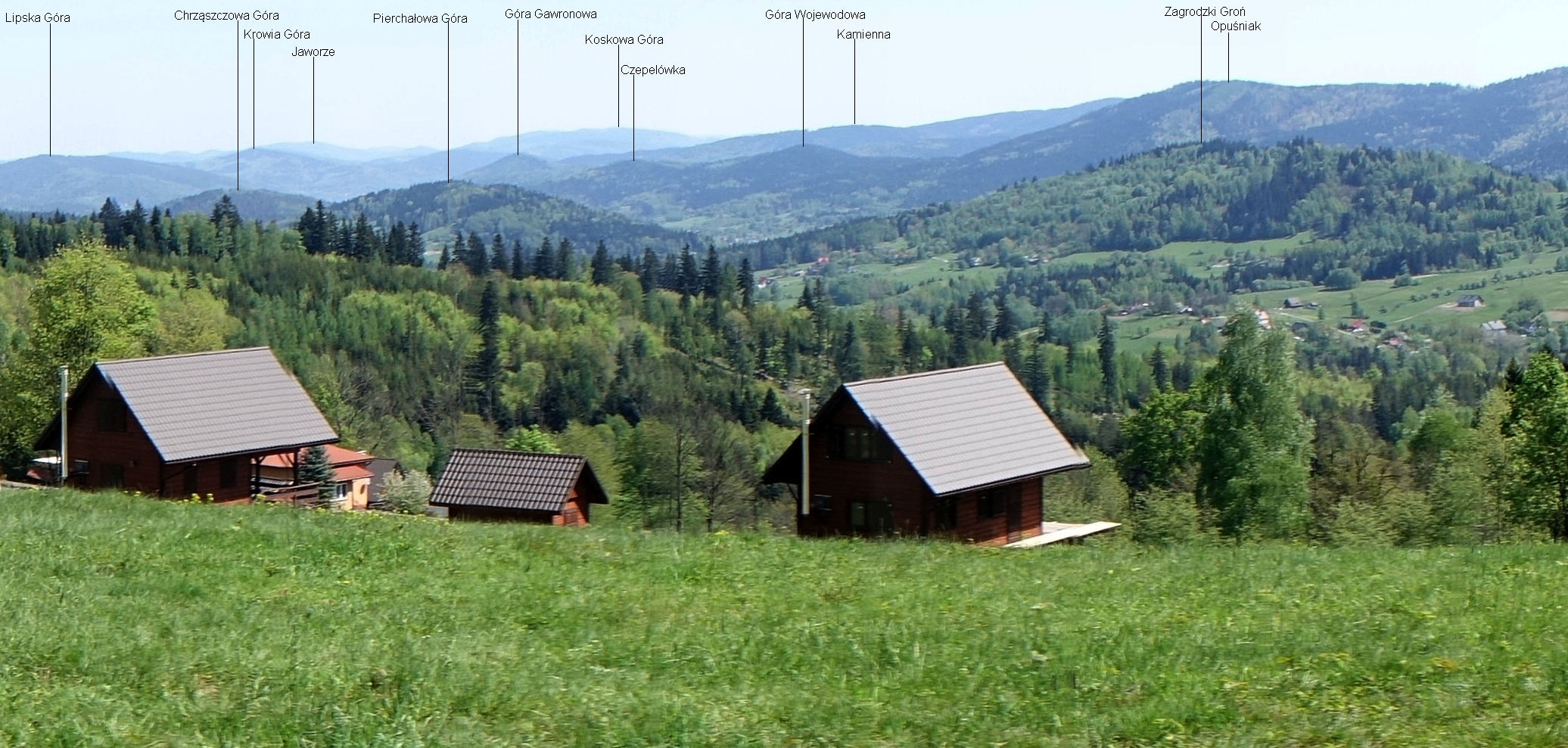
Widok na Pasmo Solnisk z Pasma Pewelskiego

Pasmo Solnisk – pasmo górskie położone pomiędzy doliną Lachówki a doliną Stryszawki. Jest częścią Pasma Jałowieckiego. Pasma te w regionalizacji fizycznogeograficznej Polski według Jerzego Kondrackiego zaliczane są do Beskidu Makowskiego, w nowszej regionalizacji z 2018 roku do Beskidu Żywiecko-Orawskiego, w najszerszym ujęciu do Beskidu Żywieckiego.
Nazwa pasma pochodzi od drugiego pod względem wysokości szczytu – Solnisk (849 m). Pasmo ciągnie się od doliny górnej Koszarawy, przepływającej przez miejscowość Koszarawa, w północno-wschodnim kierunku do ujścia Lachówki do Stryszawki. W tym kierunku wyróżnia się w nim następujące wzniesienia: Czarną Górę (lub Cichą Górę, najwyższy szczyt pasma – 858 m), Kobylą Głowę (841 m), Opuśniaka (819 m), Solniska (849 m), Jaworzynę (lub Dzikasową Górę, 825 m), Wojewodową Górę (656 m) i Czepelówkę (610 m). Doliny Lachówki i Stryszawki z trzech stron otaczają Pasmo Solnisk, tworząc naturalne granice oddzielające go od sąsiednich pasm. Na swoim południowym końcu Pasmo Solnisk łączy się przez przełęcz Cichą (775 m) z Pasmem Jałowieckim.
Pasmo Solnisk jest w większości porośnięte lasem, jednak w wyniku kilkuwiekowego osadnictwa lasy w dolnej części stoków zostały wycięte i przeznaczone na pola uprawne Stryszawy, Lachowic i Koszarawy. W niektórych miejscach pola i osady ludzkie dochodzą na sam grzbiet pasma. Wiele jest również polan, w ostatnich czasach już nieużytkowanych i stopniowo zarastających lasem.

## Szlaki turystyczne
Lachowice – Wsiórz – Opuśniok – przełęcz Cicha – Jałowiec
 przełęcz Hucisko – SST Pod Solniskiem – Wsiórz – Siwcówka
 (szlak chatkowy): Koszarawa-Cicha Siurówka (PKS) – przełęcz Cicha – SST Pod Solniskiem – Stryszawa Górna Roztoki (PKS)